# Monastiraki (metropolitana di Atene)
Monastiraki (in greco: Σταθμός Μοναστηρακίου) è una stazione delle linee 1 e 3 della metropolitana di Atene. La fermata si trova nell’omonima piazza famosa per il mercato.

## Storia
La stazione della linea 1 venne attivata il 17 maggio 1895, come parte del prolungamento da Thissio a Omonoia.
Fino al 1976 la denominazione ufficiale della stazione era Monastirion. Quest'ultima dicitura è ancora visibile sulle vecchie tabelle metalliche della Linea 1 di questa fermata, creando talora una certa confusione tra i visitatori stranieri della città.